# Orazio Antinori
Orazio Antinori (28 d'octubre del 1811 – 26 d'agost del 1882) va ser un explorador, botànic i zoòleg italià.

## Biografia
Va néixer a Perusa i va estudiar història natural a Perusa i a Roma. Després serà col·laborador de Charles Lucien Bonaparte, il·lustrant Iconografia della Fauna Italica. A mitjans dels 1840 s'interessa en política i treballa com a periodista. El 1848, lluita contra els napolitans amb el rang de capità, per més tard ser forçat a l'exili. Viurà a Atenes i a Esmirna, interessant-se a l'avifauna de l'àrea.
En 1854, acompanya Cristina Trivulzio Belgiojoso a Síria, visitant també Àsia Menor. El 1859 és a Egipte i explora el Nil, entre 1860 i 1861, amb Carlo Piaggia (1830-1882). Vendrà la col·lecció ornitològica al Museu d'Història Natural de Torí. Després d'una extensa estada a Tunísia, representarà Itàlia a la inauguració del canal de Suez, el 17 de novembre de 1869.
Antinori va prendre part a l'expedició d'Odoardo Beccari a Etiòpia, realitzant importants recol·leccions d'espècimens d'història natural. A la seva tornada a Itàlia, seria secretari de la Societat Geogràfica d'Itàlia. El 1874, Antinori estudia llacs salats i secs (xot) prop de la ciutat de Tunísia. El 1876 és part d'una expedició amb Gustavo Chiarini i Antonio Cecchi a la província de Shoa a Etiòpia on tenen una trobada amb el
bahr negus Menelik a Liche, Etiòpia, obtenint el seu permís per trobar una estació geogràfica de Let Marefia. Antinori mor a Shewa.

## Obres
- Catalogo descrittivo di una collezione di uccelli, fatta nell'interno dell'Affrica centrale nord dal maggio 1859 al luglio 1861. Milán 1864 doi:10.5962/bhl.title.48862
- Viaggio dei Signori O. Antinori, O. Beccari ed A. Issel nel mar Rosso, nel territorio dei Bogos e regioni circostanti durante gli anni 1870-71. Génova 1873 doi:10.5962/bhl.title.53555

## Abreviatura (zoologia)
L'abreviatura Antinori s'empra per indicar Orazio Antinori com a autoritat en la descripció i classificació científica dels vegetals.